# Guilleminea brittonii
Guilleminea brittonii là loài thực vật có hoa thuộc họ Dền. Loài này được (Standl.) Mears mô tả khoa học đầu tiên năm 1967.